# Trường Cao đẳng Hòa Bình Xuân Lộc
Trường Cao đẳng Hòa Bình Xuân Lộc là một trường cao đẳng tư thục thuộc sở hữu của Tòa Giám mục Giáo phận Xuân Lộc, tọa lạc tại huyện Trảng Bom, tỉnh Đồng Nai, Việt Nam. Kể từ sau năm 1975 cho đến hiện tại, đây là trường cao đẳng đầu tiên và duy nhất do Giáo hội Công giáo tại Việt Nam điều hành, với chương trình đào tạo nằm trong hệ thống giáo dục quốc dân Việt Nam.
Trường có tiền thân là Trường Trung cấp nghề Hòa Bình được thành lập ngày 09 tháng 6 năm 2008 và chính thức hoạt động ngày 20 tháng 12 năm 2012. Đến năm 2017, trường được quyết định cho phép nâng cấp lên thành Trường Cao đẳng Hòa Bình Xuân Lộc, do Thứ trưởng Bộ Lao động - Thương binh và Xã hội ký ngày 19 tháng 7.

Với phương châm "Thăng tiến con người toàn diện", nhà trường muốn đào tạo các học sinh trở thành những con người có ích cho bản thân, cho gia đình, cho xã hội và Giáo Hội, là những người thợ có tay nghề cao và có đạo đức nghề nghiệp.